# محمد بن فردج
محمد بن فردج (انگلیسی: Mohamed Ben Fredj؛ زادهٔ ۹ مهٔ ۲۰۰۰) بازیکن فوتبال اهل تونس است.
وی همچنین در تیم ملی فوتبال زیر ۲۳ سال تونس بازی کرده‌است.